# Hela (Marvel)
Hela is een personage uit de strips van Marvel Comics. Ze kwam voor het eerst in beeld in Journey into Mystery #102 (maart 1964). Ze is bedacht door Stan Lee en Jack Kirby.
Hela is de godin van de dood, dochter van de Asgardiaanse oppergod Odin en de godin Gaea. Hela is de zus van Thor en Loki. Het personage was te zien in de Marvel Cinematic Universe en werd vertolkt door Cate Blanchett. Ze was te zien in de volgende film en serie:
- Thor: Ragnarok (2017)
- What If...? (2023) (stem) (Disney+)